# Grafo de Hoffman-Singleton

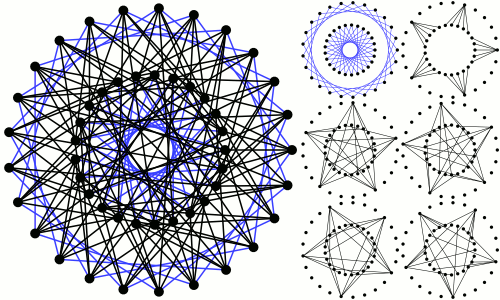
O grafo de Hoffman-Singleton. O subgrafo das arestas azuis é a soma dos dez pentágonos disjuntos.

No campo da matemática da teoria dos grafos, o Grafo de Hoffman–Singleton é um grafo 7-regular não direcionado com 50 vértices e 175 arestas. É o único grafo fortemente regular com parâmetros (50,7,0,1). Foi construído por Alan Hoffman e Robert Singleton ao tentar classificar todos os grafos de Moore, e é a mais alta ordem de grafo de Moore esistente conhecida até o momento. Como é um grafo de Moore onde cada vértice tem grau 7, e sua cintura é 5, ele é um (7,5)-gaiola.

## Construção
Uma construção simples, direta é como se segue: Tome cinco pentágonos Ph e cinco pentagramas Qi, de forma que o vértice j de Ph seja adjacente aos vértices j-1,j+1 de Ph e o vértice j de Qi seja adjacente aos vértices j-2,j+2 de Qi. Agora conecte o vértice j de Ph ao vértice hi+j de Qi. (Todos os índices mod 5.)

## Propriedades algébricas
O grupo de automorfismo do grafo de Hoffman-Singleton é um grupo de ordem 252000 isomórfico a  PΣU(3,52). Ele age transitivamente sobre os vértices, nas arestas e nos arcos do grafo. Portanto, o grafo de  Biggs–Smith é im grafo simétrico.
O polinômio característico do grafo de Hoffman-Singleton é igual a {\displaystyle (x-7)(x-2)^{28}(x+3)^{21}}. Portanto o grafo de Hoffman-Singleton é um grafo integral: seu espectro de grafo consiste inteiramente de inteiros.